# Ratana

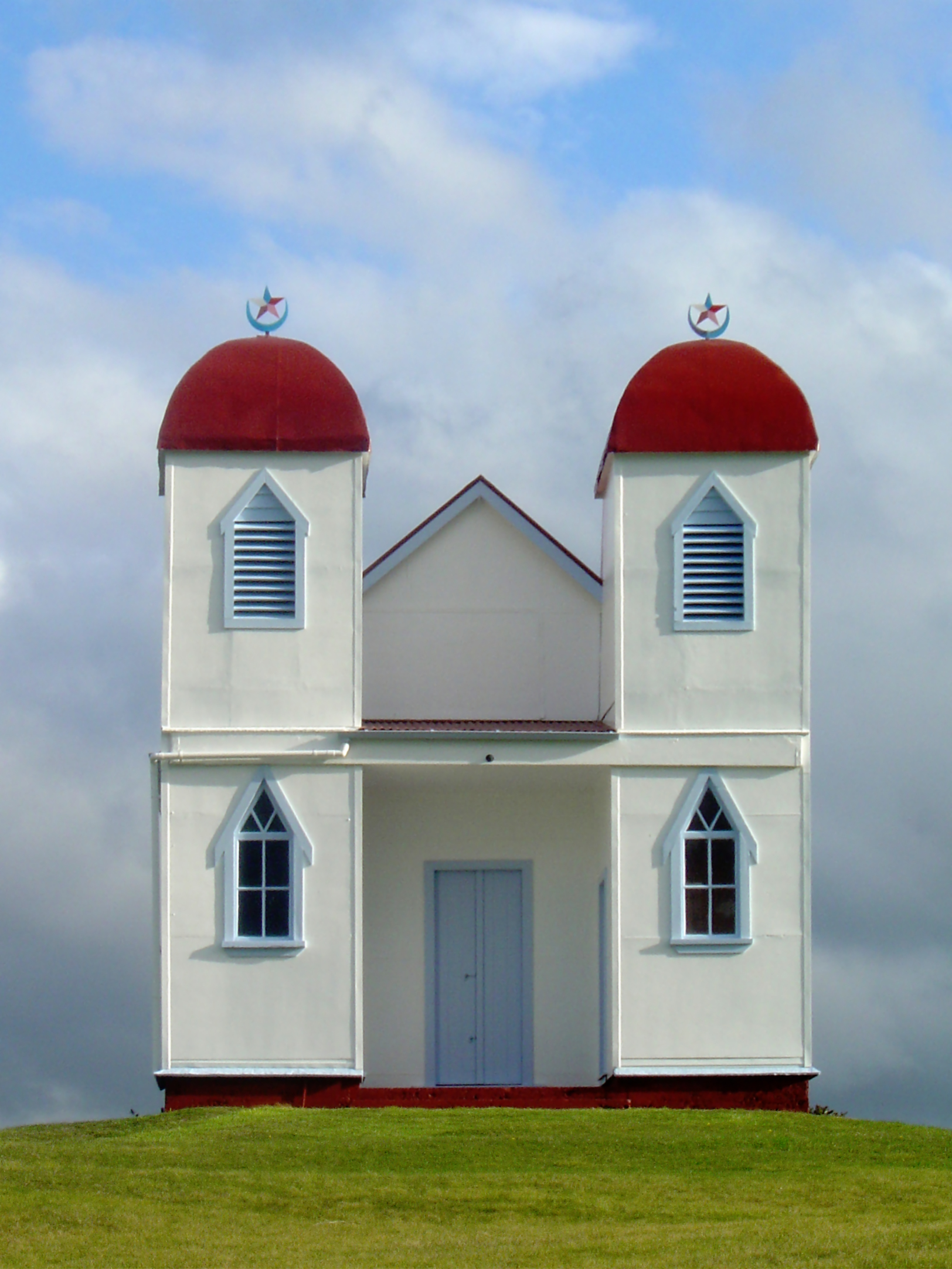
Ratana

Ratana este denumirea unei mișcări politico-religioase care a fost inițiată de T. W. Ratana (1873 - 1939). La începul secolului XX această mișcare are centrul în Biserica Ratana lângă localitatea Wanganui din Noua Zeelandă.

## Situația politică
În primele decenii a secolului XX situația maorilor era foarte critică, ei fiind decimați de războaiele numeroase. Din secolul XIX populația maoră pierde treptat teritorii, împreună cu tradițiile și religia lor. Maorii erau neîncrezători față de misionari care propagau creștinismul și care erau de partea coloniștilor albi.
Primul pilier de susținere și propagare a mișcării ratana a fost Tahupotiki Wiremu Ratana (T. W. Ratana). El are viziunea că a fost însărcinat de Dumnezeu prin noua religie să aducă evangheliul mai aproape de maori. El însuși se denumește "Maori Miracle Man" (Omul Minune al Maorilor). La 31 mai 1925 a luat ființă ofcial Biserica Ratana și întemeietorul lui este recunoscut ca Te Mangai (Vestitorul Domnului). Biserica Ratana a început să joace și un rol politic de apărare a intereselor populației maore.
Influența politică a mișcării va crește treptat, astfel între anii 1946 - 1948 și 1957 - 1960, reprezentanții bisericii Ratana au avut un cuvânt la alcătuirea regimului de conducere din Noua Zeelandă. Deputații partidului laburist vizitează anual festivitățile care au loc cu ocazia aniversării zilei de naștere a lui T.W. Ratana.